# Little Blakenham
Little Blakenham est un village et une paroisse civile du Suffolk, en Angleterre.